# En kvinna minns...
En kvinna minns... är en amerikansk film från 1941 i regi av Henry King. Filmen baseras på Philo Higley och Philip Dunnings pjäs Remember the Day från 1935.

## Handling
Nora Trinell, en åldrad lärare tänker tillbaka på sitt liv, samtidigt som hon väntar på att möta Dewey Roberts som hon undervisat och som nu är presidentkandidat i USA.

## Rollista
- Claudette Colbert - Nora Trinell
- John Payne - Dan Hopkins
- Shepperd Strudwick - Dewey Roberts
- Ann Todd - Kate Hill
- Douglas Croft - Dewey Roberts som barn
- Anne Revere - Miss Nadine Price
- Frieda Inescort - Mrs. Dewey Roberts
- Harry Hayden - Mr. Roberts
- Francis Pierlot - Mr. Steele
- Marie Blake - Miss Cartwright
- Chick Chandler - Mr. Mason
- Selmer Jackson - Graham
- George Ernest - Bill Tower
- Irving Bacon - Cecil
- Paul Harvey - Senator Phillips
- Thurston Hall - Governor Teller